# Östergötlands landskapsvapen
Östergötlands landskapsvapen är det heraldiska vapnet för det svenska landskapet Östergötland. Vapnets blasonering fastställdes 1972 och lyder: I rött fält en gyllene grip med drakvinge och draksvans samt med blå draktunga och beväring, i vart av sköldens hörn åtföljd av en ros av silver. Vapnet kröns i likhet med alla svenska landskapsvapen av en hertigkrona.

## Historik
Östergötland var i processionen vid Gustav Vasas begravning 1560 representerat av två vapen; ett för området väster om Stångån (Västanstång), och ett för området öster om denna (Östanstång). Västanstångs vapen var en gyllene drake i rött fält, och Östanstångs ett lejon delat i rött och guld. Att landskapet hade två vapen beror troligen på att den västra delen, med Vadstena, var huvuddel i sonen Magnus hertigdöme. Drakvapnet fick så småningom bitecken i form av rosor. 
1884 fastställdes vapnet med en grip med drakvingar och draksvans. Förnyat fastställande dröjde ända till 1972 och då infördes de blå inslagen som en parallell till övriga vapendjur. 
Östergötlands län för ett vapen identiskt med detta, men med kunglig krona istället för hertiglig.

## Bildgalleri

Västanstångs vapen.
Östanstångs vapen.
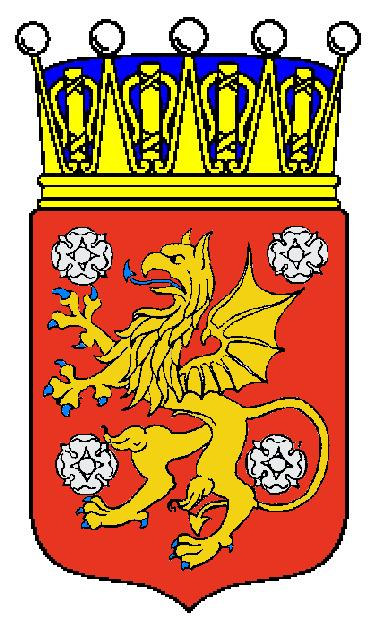
Östergötlands vapen med hertigkrona.
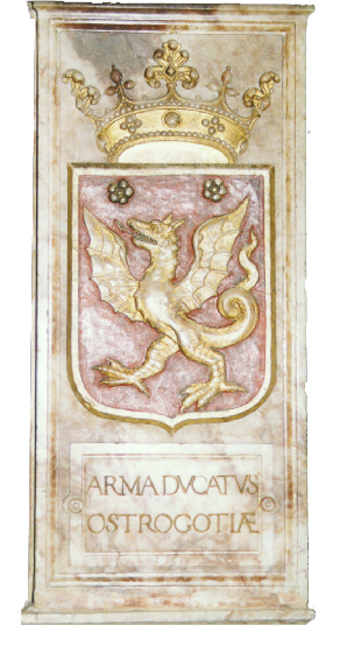
Östergötlands vapen på Gustav Vasas gravmonument.
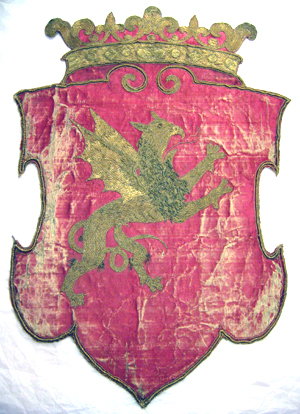
Östergötlands vapen, broderat för schabrak burna av sorgehästarna på Gustav II Adolfs begravning 1634. Finns på Livrustkammaren.